# Accademia reale danese di musica

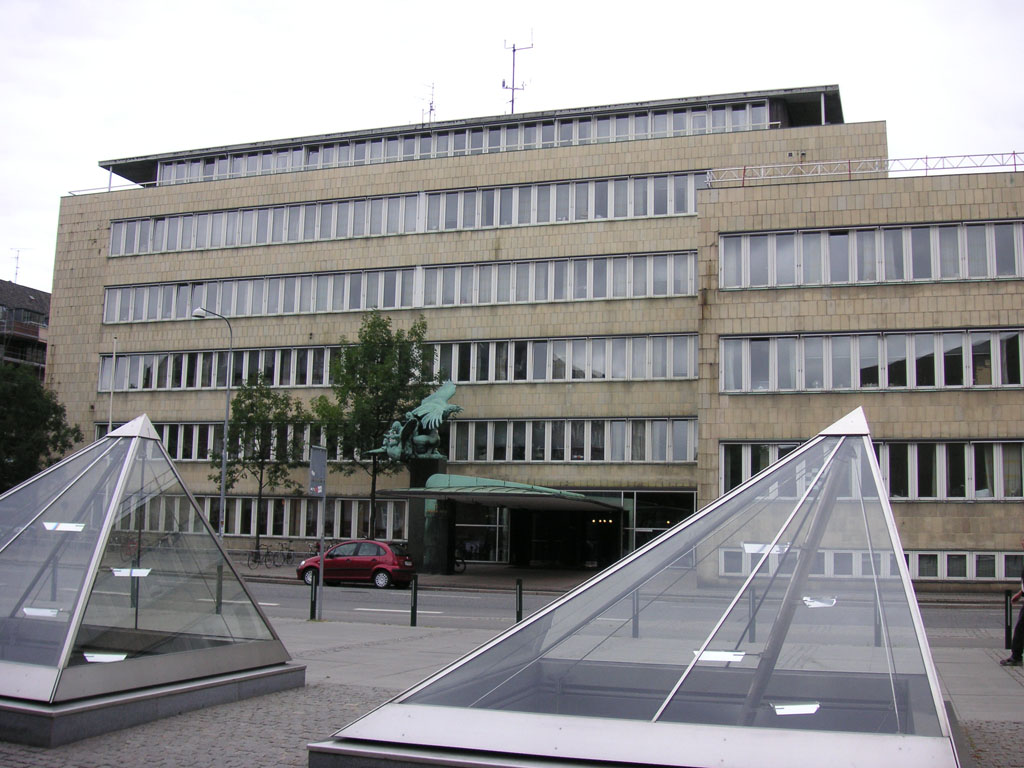
Sede dell'Accademia

L'Accademia reale danese di musica (Danese: Det Kongelige Danske Musikkonservatorium) a Copenaghen fu fondata nel 1825 da Giuseppe Siboni da Forlì. Fu nuovamente fondata nel 1867 dal compositore Niels Gade.
È la più antica istituzione professionale di educazione musicale in Danimarca, così come la più grande, con circa 400 studenti. La regina Margrethe II di Danimarca è protettrice dell'istituzione.

## Direttori
- 1867–1890 Niels Gade
- 1890–1899 Johan Peter Emilius Hartmann
- 1899–1915 Otto Malling
- 1915–1930 Anton Svendsen
- 1930–1931 Carl Nielsen
- 1931–1947 Rudolph Simonsen
- 1947–1954 Christian Christiansen
- 1954–1955 Finn Høffding
- 1956–1967 Knudåge Riisager
- 1967–1971 Svend Westergaard
- 1971–1975 Poul Birkelund
- 1979–1986 Anne-Karin Høgenhaven
- 1992–2007 Steen Pade
- 2007– Bertel Krarup